# Bradley M. Sherrill
Bradley Marc Sherrill (* 1958) ist ein US-amerikanischer experimenteller Kernphysiker, der sich mit der Untersuchung exotischer Kerne befasst.
Sherrill studierte am Coe College in Cedar Rapids (Iowa) mit dem Bachelor-Abschluss 1980 und an der Michigan State University, an der er 1982 seinen Master-Abschluss in Physik erhielt und 1985 promoviert wurde. Als Post-Doktorand war er am GSI in Darmstadt bei Ernst Roeckl und Hans Geissel. Ab 1986 war er am National Superconducting Cyclotron Laboratory (NSCL) der Michigan State University in East Lansing, an der er 1991 Assistant Professor wurde und später Distinguished Professor. Er ist Direktor des NSCL und wissenschaftlicher Leiter der Facility for Rare Isotope Beams, die er mit aufbaute.
Er war für den Entwurf und die Entwicklung des Fragment-Separators A 1200 am NSCL verantwortlich und am A 1900 Fragment-Separator beteiligt und war Projektmanager für das S800 Spektrometer. In der Anlage wird ein schwerer Kern wie Uran im Flug fragmentiert (In flight separation) und die Fragmente durch Magnete getrennt (Fragment-Separatoren).
Die gezielte Herstellung exotischer Kerne ist sowohl für die reine Kernphysik von Bedeutung (zum Beispiel neue magische Zahlen, Halokerne, fundamentale Symmetrien) als auch für die Astrophysik (zum Beispiel Prozesse in Supernovae). Während rund 270 Nuklide in der Natur vorkommen, lassen sich mit Beschleunigern theoretisch an die 7000 Nuklide erzeugen, die aber fast alle sehr instabil sind (Exotische Kerne).
Für 2018 erhielt er den Tom-W.-Bonner-Preis für Kernphysik für seine wissenschaftliche Führungsrolle in der Entwicklung und Nutzung von Instrumenten und Techniken zur Entdeckung und Untersuchung exotischer Kerne und für seine leitende Rolle in der Klärung der Physik von Teilchenstrahlen mit seltenen Isotopen und die Beförderung der Realisierung eines Beschleunigers für seltene Isotopenstrahlung (Facility for Rate Isotope Beams) (Laudatio). 2015 leitete er die Abteilung Kernphysik (Division of Nuclear Physics, DNP) der American Physical Society und erhielt 2014 deren Distinguished Service Award. Er war im Beratungsgremium für Kernphysik der National Science Foundation und des Department of Energy (DOE). Sherrill ist Fellow der American Physical Society und der American Association for the Advancement of Science.

## Schriften (Auswahl)
- mit D. Geesaman u. a.: The Physics of a Rare Isotope Accelerator, Ann. Rev. Nucl. Part. Sci., Band 56, 2006, S. 53
- mit T. Baumann u. a.: Discovery of 40 Mg and 42 Al suggests neutron drip-line slant towards heavier isotopes, Nature, Band 449, 2007, S. 1022
- Designer Nuclei, Science, Band 320, 2008, S. 751
- mit O. B. Tarasov u. a.: Evidence for a change in the nuclear mass surface with the discovery of the most neutron-rich nuclei with 17≤Z≤25, Physical Review Letters, Band 102, 2009, S. 142501
- mit L. Bandura u. a.: Fragment separator momentum compression schemes, Nucl. Instr. And Meth. A, Band 645, 2011, S. 182.
- mit M. Thoenessen: From isotopes to the stars, Nature, Band 473, 2011, S. 25.
- mit O. B. Tarasov u. a.: Production cross sections from 82 Se fragmentation as indications of shell effects in neutron-rich isotopes close to the drip-line, Phys. Rev. C, Band 87, 2013, S. 054612